# Грегорио ди Чеко
Грегòрио ди Чèко (на италиански: Gregorio di Cecco), известен от 1418 г. до 1424 г., е италиански художник от Сиенската школа.

## Биография
Известно, че той е приемен син и ученик на Тадео ди Бартоло, работи в неговото ателие, а единственото негово достоверно произведение е олтар, изписан от него през 1423 г. за параклиса на Франческо Толомеи в Сиенската катедрала, на който стои негов подпис.
Датата на смъртта на художника не е известна. На 1 июли 1424 г. Симонина, вдовица на Тадео ди Бартоло, се разпорежда да предадат имуществото на Грегорио на неговия брат Андреа, от което може да се заключи, че Грегорио ди Чеко към този момент вече не е между живите.

### Олтар на Толомеи
Олтарът на Толомеи достига до наши дни не в цялост. Това е единствената надлежно подписана творба на художника. Основната част от произведението се съхранява в Сиенската катедрала: „Мадона с младенеца и ангели“, „Св. Августин“, „Йоан Кръстител“, апостолите Петър и Павел, два панела с изображения на св. Биаджо и св. Ансаний и на върха – „Възнесение на Мария“. На полиптиха има надпис: GREGORIUS DE SENIS PINXIT HOC ANNI D(OMINI) M.CCCCXXIII (Грегорио от Сиена – изписа през 1423 година от Р.Х.).
Полиптихът е предназначен за параклиса на Толомеи, построен по разпореждане на Франческо ди Бияджо Толомеи, каноник на Сиенската катедрала. Строителството е започнато през 1422 г. и завършено през 1424 г. В документите на катедралата от XV-XVI век е отбелязано, че произведението на Грегорио е украсявало олтара на параклиса, но през XVII век параклисът е разрушен, а полиптихът вероятно е разделен. Някои негови части се оказват в различни музеи. От петте детайла на пределите сега са известни само три: „Рождество на Богородица“ (Ватиканска пинакотека), „Разпятие“ (Национална пинакотека, Сиена) и „Обвързване на Мария“ (Национална галерия, Лондон). Известни са така два ненамерени детайли на върха на панелите с изображение на сцената на Благовещение: Ангел с Благата вест (Торино, частна колекция) и „Благовестената Богородица“ (Музей „Стиберт“, Флоренция).
Изследователите на неговото творчество отбелязват, че макар да има явни черти на сходство на произведенията на Грегорио с работите на неговия учител, за тях е характерна по-тънка и рафинирана стилистика, а така също и изискана колоритна гама.

## Галерия
- Олтар „Толомеи“, реконструкция
- Полиптих „Толомеи“, 1423 г. Сиенска катедрала
- Рождество на Богородица, Ватиканска пинакотека
- Разпятие. Музей на Сиенската катедрала
- Обвързване на Мария. Панел на предела. ок.1420 г., Национална галерия (Лондон)
- Ангел с Благовещение. Частна колекция (Торино).
- Благовестената Богородица, Музей „Стиберт“ (Флоренция).